# Stadio San Nicola
Stadio San Nicola is een voetbalstadion in de Italiaanse stad Bari. Het is ontworpen door Renzo Piano en wordt voornamelijk gebruikt voor de thuiswedstrijden van AS Bari. In 1991 werd er de finale van de Europa Cup 1 gespeeld waarin Rode Ster Belgrado na 0–0 en strafschoppen Olympique de Marseille versloeg. Het stadion lijkt vanuit de lucht op een bloem in de vlakte van Apulië. De capaciteit is 58.270 toeschouwers.

## WK Interlands
Het stadion werd speciaal voor het wereldkampioenschap voetbal 1990 gebouwd. Er werden dat toernooi 5 wedstrijden in Bari gespeeld:
| №  | Datum        | Wedstrijd                      | Uitslag | Competitie             | Toeschouwers |
| -- | ------------ | ------------------------------ | ------- | ---------------------- | ------------ |
| 1. | 9 juni 1990  | Sovjet-Unie – Roemenië         | 0 – 2   | WK 1990 groepsfase (B) | 42.907       |
| 2. | 14 juni 1990 | Kameroen – Roemenië            | 2 – 1   | WK 1990 groepsfase (B) | 38.687       |
| 3. | 18 juni 1990 | Kameroen – Sovjet-Unie         | 0 – 4   | WK 1990 groepsfase (B) | 37.307       |
| 4. | 23 juni 1990 | Tsjecho-Slowakije – Costa Rica | 4 – 1   | WK 1990 Achtste finale | 47.673       |
| 5. | 7 juli 1990  | Italië – Engeland              | 2 – 1   | WK 1990 Troostfinale   | 51.426       |

## Overige wedstrijden
Daarna werden er de volgende belangrijke wedstrijden gespeeld:
| №  | Datum            | Wedstrijd                       | Uitslag | Competitie           |
| -- | ---------------- | ------------------------------- | ------- | -------------------- |
| 1. | 29 mei 1991      | Rode Ster – Olympique Marseille | 0 – 0   | Finale Europacup I   |
| 2. | 11 november 1995 | Italië – Oekraïne               | 3 – 1   | EK 1996 kwalificatie |
| 3. | 28 maart 2007    | Italië – Schotland              | 2 – 0   | EK 2008 kwalificatie |
| 4. | 1 april 2009     | Italië – Ierland                | 1 – 1   | WK 2010 kwalificatie |
| 5. | 10 augustus 2011 | Italië – Spanje                 | 2 – 1   | Vriendschappelijk    |
| 6. | 4 september 2014 | Italië – Nederland              | 2 – 0   | Vriendschappelijk    |
| 7. | 1 september 2016 | Italië – Frankrijk              | 1 – 3   | Vriendschappelijk    |
| 8. | 14 oktober 2023  | Italië – Malta                  | 4 – 0   | EK 2024 kwalificatie |

Stadio San Nicola (Bari) · Stadio Luigi Ferraris (Genua) · Stadio Olimpico (Rome) · Stadio Renato Dall'Ara (Bologna) · Stadio Giuseppe Meazza (Milaan) · Stadio delle Alpi (Turijn) · Stadio Sant'Elia (Cagliari) · Stadio San Paolo (Napels) · Stadio Friuli (Udine) · Stadio Communale (Florence) · Stadio Della Favorita (Palermo) · Stadio Marcantonio Bentegodi (Verona)
Giuseppe Meazza (AC Milan/Inter Milan) ·
Olimpico (AS Roma/SS Lazio) ·
Atleti Azzuri (Atalanta Bergamo) ·
Renato Dall'Ara (Bologna) ·
Giovanni Zini (Cremonese) ·
Carlo Castellani (Empoli) ·
Artemio Franchi (Fiorentina) ·
Marcantonio Bentegodi (Hellas Verona) ·
Allianz Stadium (Juventus) ·
Via del Mare (Lecce) ·
Brianteo (Monza) ·
Diego Armando Maradona (Napoli) ·
Arechi (Salernitana) ·
Luigi Ferraris (Sampdoria) ·
Città del Tricolore (Sassuolo) ·
Alberto Picco (Spezia) ·
Olimpico di Torino (Torino) ·
Friuli (Udinese)
Cino e Lillo Del Duca (Ascoli) ·
San Nicola (Bari) ·
Ciro Vigorito (Benevento) ·
Mario Rigamonti (Brescia) ·
Unipol Domus (Cagliari) ·
Pier Cesare Tombolato (Cittadella) ·
Giuseppe Sinigaglia (Como) ·
San Vito-Gigi Marulla (Cosenza) ·
Benito Stirpe (Frosinone) ·
Luigi Ferraris (Genoa) ·
Alberto Braglia (Modena) ·
Renzo Barbera (Palermo) ·
Ennio Tardini (Parma) ·
Renato Curi (Perugia) ·
Garibaldi-Romeo Anconetani (Pisa) ·
Oreste Granillo (Reggina) · 
Paolo Mazza (SPAL) ·
Druso (Südtirol) ·
Libero Liberati (Ternana) ·
Pierluigi Penzo (Venezia)